# HMS Triumph (1764)
Pour les autres navires du même nom, voir HMS Triumph.
Le HMS Triumph était un navire de ligne de troisième rang avec 74 canons de la classe Valiant. Il appartenait à la Royal Navy et fut lancé le 3 mars 1764 à Woolwich.
En 1797, il a participé à la bataille de Camperdown et en 1805, il faisait partie de la flotte de l'amiral de Robert Calder à la bataille du cap Finisterre. 
Le Triumph fut démantelé en 1850.